# Bohèmia daurada
La bohèmia daurada va ser un concepte aplicat en el modernisme a una forma de vida pròpia d'aquells artistes de famílies benestants que vivien totalment dedicats a l'art sense dificultats econòmiques per la seva condició familiar. El concepte deriva de la forma de vida bohèmia aplicada en general a l'estil de vida idealista dels artistes i es contraposa a la bohèmia negra, referit a aquells que no tenien recursos i havien de tirar endavant els seus ideals amb força penúries. Dins la bohèmia daurada, la majoria d'aquests artistes eren fills de famílies burgeses, amb negocis, que podien donar-los suport econòmic mentre ells es dedicaven exclusivament a la creació del seu propi art, sovint renegant de la seva pròpia classe social. La novel·la de l'artista Santiago Rusiñol L'auca del Senyor Esteve és un bon exemple que respon a aquest estil de vida. Aquesta novel·la permeté a l'autor exposar i defensar sintèticament la nova orientació i concepció de les relacions artista-societat que va sorgir durant el modernisme. Santiago Rusiñol (1861-1931) és un dels personatges emblemàtics del modernisme què es pot posar com a exemple de la bohèmia daurada, amb la seva organització de les festes modernistes de Sitges. Altres personatges del món artístic que es poden incloure dins d'aquest grup són: Ramon Casas i Josep Maria Sert.